# Morocco Tennis Tour - Casablanca 2013
Il Morocco Tennis Tour - Casablanca 2013 è stato un torneo di tennis facente parte della categoria ATP Challenger Tour nell'ambito dell'ATP Challenger Tour 2013 e dell'ITF Women's Circuit nell'ambito dell'ITF Women's Circuit 2013. il torneo maschile si è giocato a Casablanca in Marocco dal 28 ottobre al 3 novembre, quello femminile dal 21 al 27 ottobre 2013 su campi in terra rossa.

## Partecipanti singolare ATP

### Teste di serie
| Nazionalità | Giocatore             | Ranking* | Testa di serie |
| ----------- | --------------------- | -------- | -------------- |
| Rep. Ceca   | Jan Hájek             | 103      | 1              |
| Austria     | Andreas Haider-Maurer | 113      | 2              |
| Austria     | Dominic Thiem         | 141      | 3              |
| Italia      | Potito Starace        | 174      | 4              |
| Slovenia    | Blaž Rola             | 184      | 5              |
| Austria     | Gerald Melzer         | 186      | 6              |
| Italia      | Flavio Cipolla        | 187      | 7              |
| Rep. Ceca   | Jaroslav Pospíšil     | 205      | 8              |

- Ranking al 21 ottobre 2013.

### Altri partecipanti
Giocatori che hanno ricevuto una wild card:
- Yassine Idmbarek
- Mehdi Jdi
- Hicham Khaddari
- Younes Rachidi

Giocatori che sono passati dalle qualificazioni:
- Riccardo Ghedin
- Claudio Grassi
- Marc Rath
- Sherif Sabry

## Vincitori

### Singolare maschile
Dominic Thiem ha battuto in finale  Potito Starace con il punteggio di 6–2, 7–5

### Doppio maschile
Claudio Grassi /  Riccardo Ghedin hanno battuto in finale  Gero Kretschmer /  Alexander Satschko con il punteggio di 6–4, 6–4

### Singolare femminile
Viktorija Kan ha battuto in finale  Ol'ga Savčuk con il punteggio di 6–4, 6–4

### Doppio femminile
Paula Kania /  Valerija Solov'ëva hanno battuto in finale  Cecilia Costa Melgar /  Anastasia Grymalska con il punteggio di 7–6(3), 6–4